# ماري نولان
ماري نولان (بالإنجليزية: Mary Nolan)‏ هي عارضة ومغنية وممثلة أمريكية، ولدت في 18 ديسمبر 1902 في لويفيل في الولايات المتحدة، وتوفيت في 31 أكتوبر 1948 في هوليوود في الولايات المتحدة.

## وصلات خارجية
- ماري نولان على موقع IMDb (الإنجليزية)
- ماري نولان على موقع أول موفي (الإنجليزية)
- ماري نولان على موقع قاعدة بيانات الفيلم (الإنجليزية)
- ماري نولان على موقع كينوبويسك (الروسية)